# Snorkeling
Ne doit pas être confondu avec Randonnée aquatique.

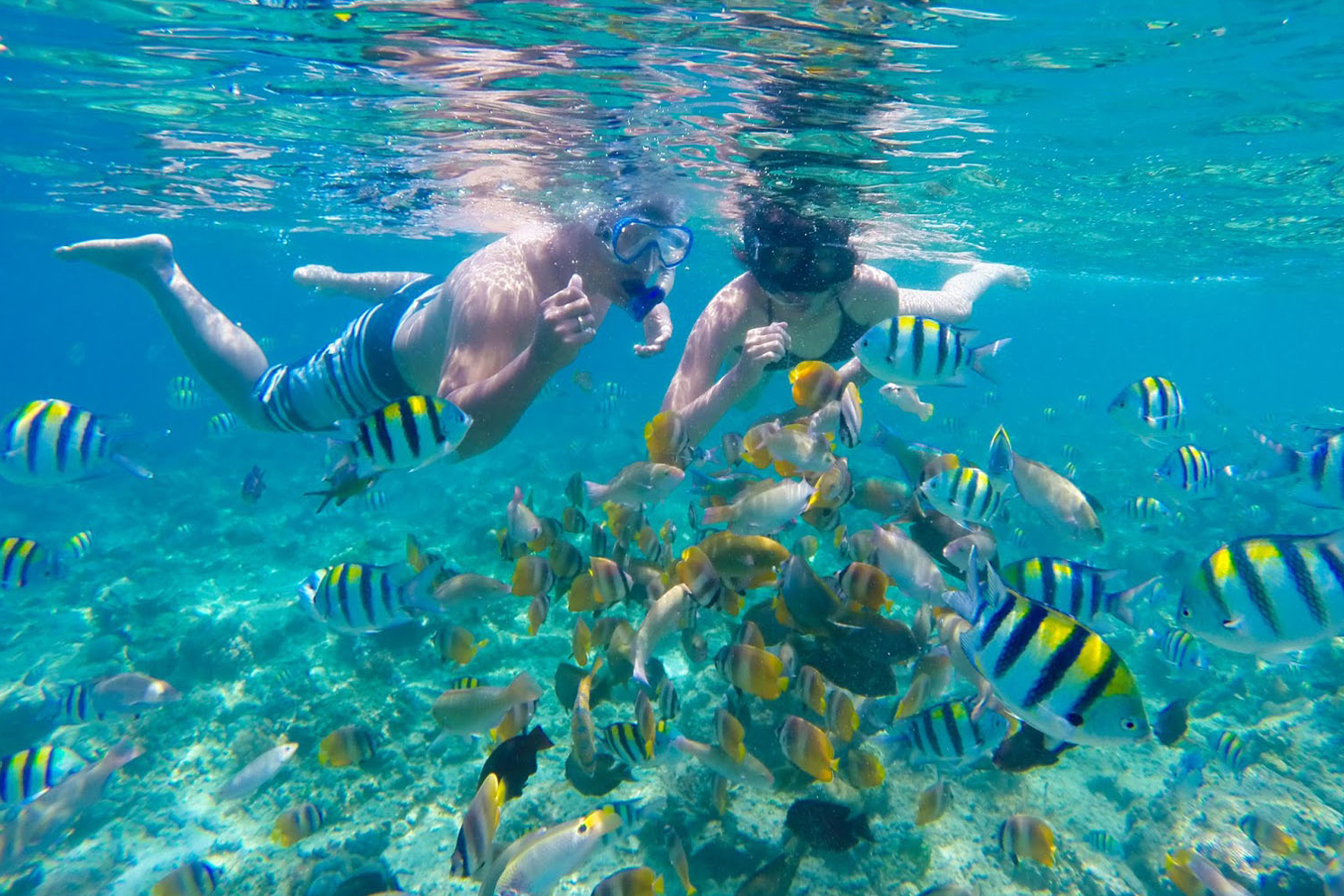
Vue sous-marine de snorkelers munis d'un masque et d'un tuba à Lombok.

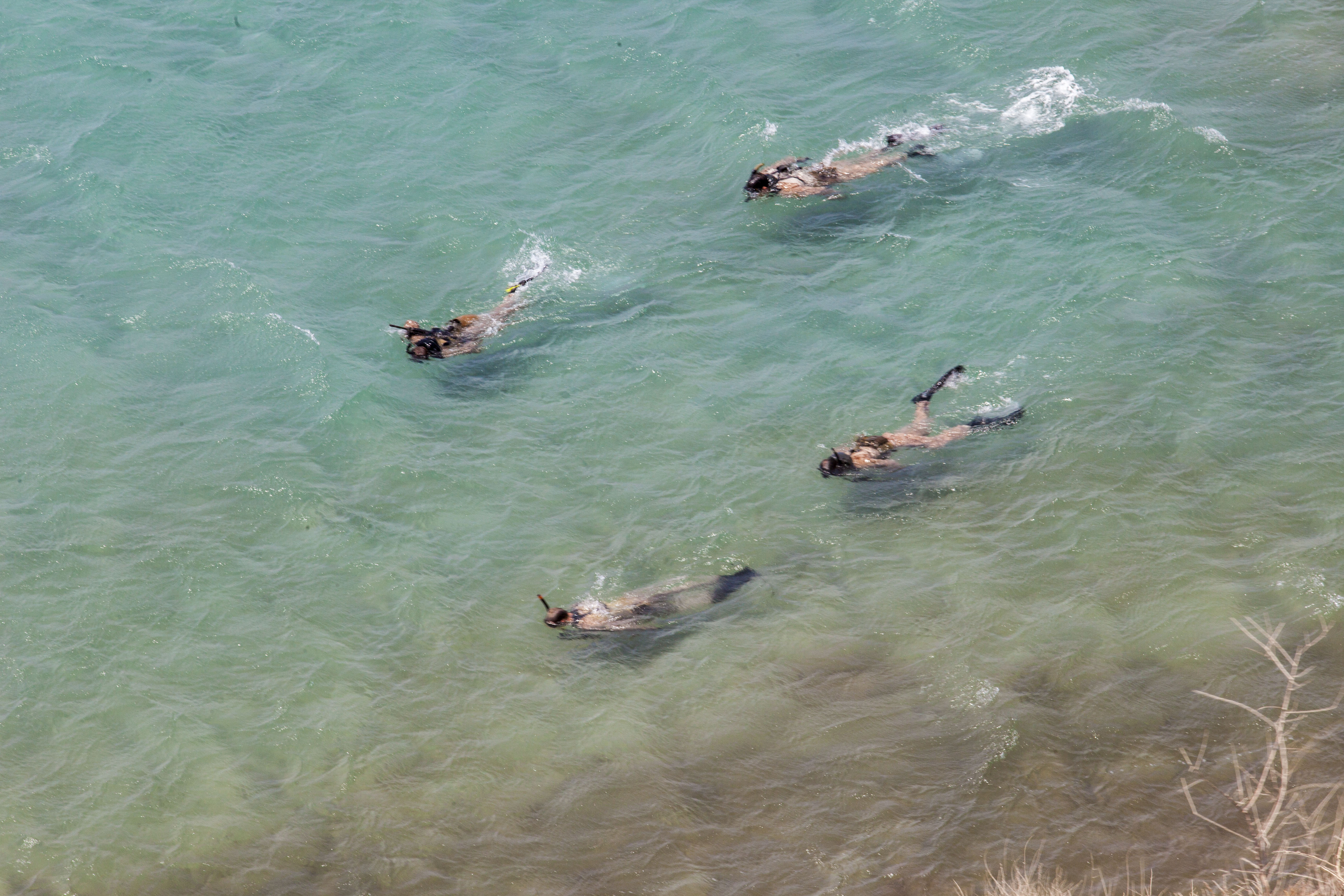
Snorkelers munis de palmes, masques et tubas, vus de haut.

Le snorkeling ou la randonnée palmée ou l'exploration à la palme ou la randonnée subaquatique ou la nage PMT (avec palmes, masque et tuba), est une activité de loisir aquatique d'observation des fonds et des espèces vivantes sous-marines qui s'exerce en flottant à la surface de l'eau, sans plonger. Les zones les plus propices à cette activité sont celles abritant une forte biodiversité à faible profondeur telles les formations coralliennes en zone tropicale, les herbiers marins, dont les herbiers de posidonies en Méditerranée, ainsi que les fonds rocheux de manière plus générale. 
Cette pratique apparaît dans les années 1940 et est popularisée à partir des années 1960. Contrairement à la plongée en apnée, dont les pratiquants utilisent aussi un tuba lorsqu'ils sont en surface, le « snorkeling » est une pratique ayant lieu presque exclusivement en surface, moins technique, moins risquée et moins exigeante sportivement, ce qui la rend très accessible. Elle est réalisée avec pour équipement minimum un masque de plongée et un tuba. D'autres équipements supplémentaires sont possibles, comme des palmes, une tenue permettant de se protéger des rayons ultra-violets ou une combinaison de plongée qui protège du froid.

## Histoire

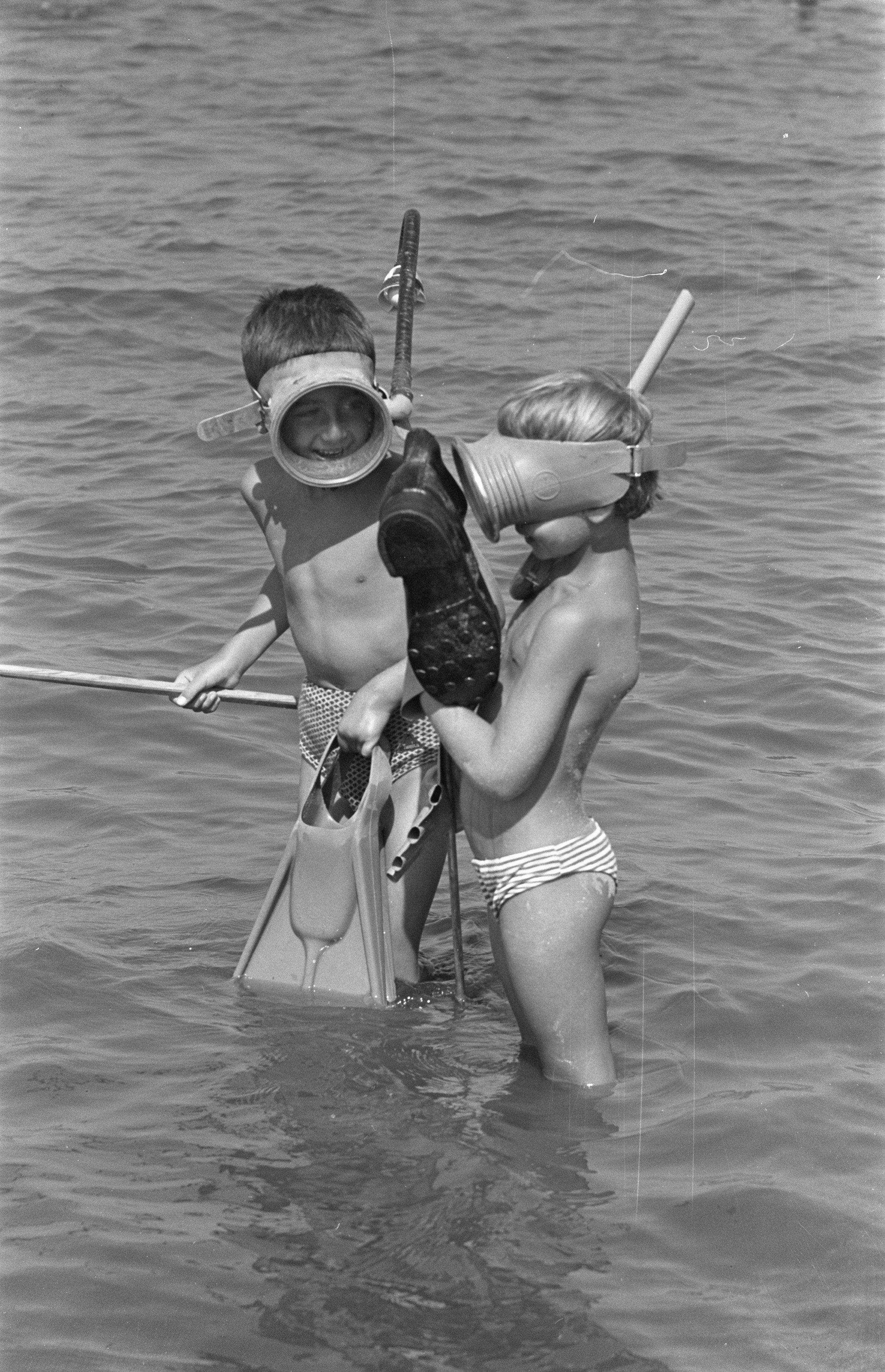
Enfants avec palmes, masque et tuba en 1959 en Mer du Nord.

Durant l'Antiquité, une pratique comparable est mentionnée par Aristote dans Parties des animaux : des plongeurs utilisant des instruments respiratoires comparables à une trompe d'éléphant, permettant de respirer sous l'eau avec l'extrémité au-dessus de la surface. Des éléments suggèrent que l'activité était pratiquée en Crète il y a 5 000 ans pour prélever des éponges naturelles. Au XVe siècle, des dessins de Léonard de Vinci figurent un masque de bouche relié à des tuyaux maintenus par un flotteur à la surface de l'eau.
Le loisir de la randonnée palmée apparaît ainsi dans les années 1940, et se popularise à partir des années 1960. Vers 1950 le mot snorkel est utilisé dans le monde anglophone pour désigner le tuba des nageurs. En 1969 apparaissent au Royaume-Uni les premières spécifications pour la standardisation des masques et de tubas indépendants du masque.

## Randonnées organisées
Le snorkeling est une activité répandue là où l'eau est peu profonde, ce qui permet d'observer la faune, la flore et les reliefs sous-marins les plus proches de la surface. C'est une pratique à laquelle il est donc possible de s'adonner dans quasiment toutes les mers tempérées ou chaudes du globe, pourvu qu'une côte soit parcourue de fonds peu profonds et riches en animaux ou en faune benthique. Depuis des années les voyagistes de par le monde organisent des excursions en PMT, le plus souvent dans des mers tropicales, où l'on peut observer des récifs coralliens avec les nombreuses espèces animales et végétales qui les habitent : poissons tropicaux, pieuvres, étoiles de mer, oursins, mollusques divers, ainsi que différentes sortes d'algues ou plantes aquatiques. Le snorkeling peut également être pratiqué le long d'un sentier sous-marin (aire de plongée balisé).
La randonnée subaquatique est aussi proposée par de nombreuses stations balnéaires, car elle permet, avec un faible investissement et sans formation particulière, d'initier les touristes à la biologie marine.

## Historique des sentiers sous-marins

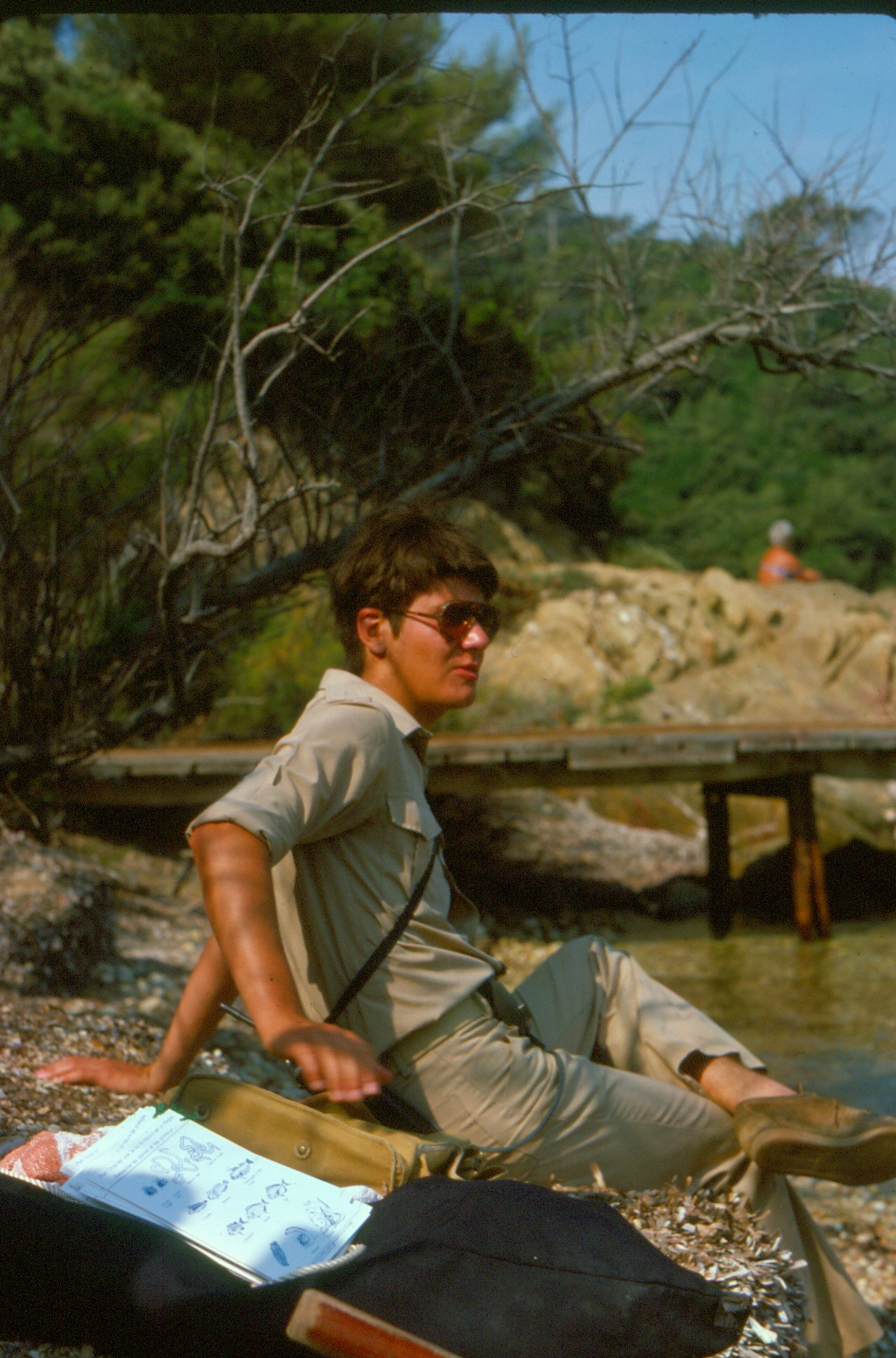
Stéphane Sainson en juillet 1979 devant le sentier sous-marin de la Baie de la Palud à Port-cros. En premier plan : une plaquette submersible, l'inventaire de la faune et la flore du sentier.

Sur une idée de Philippe Tailliez (1968), c'est finalement en 1979 sous l'impulsion d'André Manche, directeur du Parc National de Port-Cros, que voit le jour en méditerranée le premier sentier sous-marin à vocation pédagogique. Situé sur le site de la baie de La Palud, le sentier fut animé pendant les deux mois d'été par Eric Manche responsable des aquariums et Stéphane Sainson, garde moniteur stagiaire et plongeur. À cette occasion une plaquette submersible inventaire de la faune et la flore marine fut éditée et distribuée au public. L'équipe scientifique était composée de Philippe Robert (écologie) des professeurs Jacques Laborel (océanologie), Alain Jeudy de Grissac (géologie/cartographie) et des photographes et cinéastes sous-marins Christian Pétron et Jean Foucher-Créteau.

## Lieux les plus investis
Les sites propices au snorkeling sont les endroits où l'eau est chaude, peu profonde, sans vagues et bien sûr avec une faune et une flore attirantes et abondantes. Les sites les plus célèbres sont souvent des lieux où l'on pratique aussi la plongée sous-marine :
- en France métropolitaine à Port-Cros dans la baie de La Palud ;
- sur la Grande barrière de corail en mer de Corail ;
- en Égypte, notamment à Charm el-Cheikh et à Hurghada au bord de la mer Rouge ;
- dans les îles Galápagos, la Polynésie française et l'archipel d'Hawaï, dans l'océan Pacifique ;
- aux Bahamas et dans l'archipel de Keys, situés entre le golfe du Mexique et l'océan Atlantique ;
- le long de la Barrière de corail de la Riviera Maya au Mexique ;
- dans les Îles Turks-et-Caïcos, à Porto Rico et dans les Antilles néerlandaises situés dans la mer des Caraïbes ;
- sur les nombreuses îles du golfe de Thaïlande et notamment Ko Tao, Ko Chang ou Koh Lanta ;
- dans les îles coralliennes des Maldives et des Seychelles ;
- en Guadeloupe, dans la Réserve Cousteau à Bouillante ;
- à Mayotte, dans le parc naturel marin de Mayotte ;
- en Corse et en Sardaigne...

## Potentiel scientifique
La photographie sous-marine s'est largement démocratisée depuis le début des années 2000, et chaque année plusieurs millions de photographies issues de sorties en PMT sont publiées sur internet, certaines provenant de sites rares ou isolés. Cette masse de documents possède un potentiel scientifique énorme, puisque la puissance d'échantillonnage de ces millions de touristes est bien supérieure au peu de temps que les scientifiques professionnels peuvent consacrer à leurs investigations de terrain. En conséquence, plusieurs programmes de sciences participatives ont vu le jour, soutenus par des sites internet de géolocalisation et identification (comme iNaturalist), ou plus simplement de protocoles d'auto-organisation et d'entre-enseignement à destination des randonneurs subaquatiques, permettant parfois des avancées scientifiques impressionnantes.